# Фридрих IV (Тек)
Фридрих IV фон Тек (на немски: Friedrich IV von Teck; * ок. 1370; † 4 август 1411) от страничната линия Тек на рода на Церингите, е херцог на Тек (1391).

## Произход
Той е син на херцог Фридрих III фон Тек († 1390) и съпругата му графиня Анна фон Хелфенщайн († 1392), наследничка на Фалкенщайн, дъщеря на граф Улрих XI фон Хелфенщайн († 1361) и Беатрикс фон Шлюселберг († 1355). Брат е на Конрад V (Тек) († 1385/1386), херцог на Тек (1361 – 1386), Георг († 1422), доктор по теология, австрийски приор в Минделхайм, Улрих II († 1432), херцог на Тек (1391 – 1432), и на Лудвиг VI († 1439), херцог на Тек (1401 – 1411), патриарх на Аквилея.

## Фамилия
Фридрих IV се жени за дъщеря на херцог Конрад VII фон Урзлинген († сл. 1372) и Верена фон Кренкинген, дъщеря на Луитолд II фон Кренкинген, майор на Цюрих († 1360) и Аделхайд фон Юзенберг († 1353).(† 1353). Бракът е бездетен.